# Critérios de seleção de Património Mundial
Os sítios candidatos a patrimônio mundial devem satisfazer a alguns critérios de seleção. A solicitação deve ser feita pelo Estado onde o sítio se encontra; a UNESCO não faz recomendações para que se inclua algum sítio na lista.
Até final de 2004, os critérios eram divididos em duas categorias: critérios naturais e critérios culturais. Depois dessa data, as diretrizes operacionais para a execução da Convenção do Patrimônio Mundial foram revisadas e somente um conjunto de dez critérios existe atualmente, abrangendo os antigos critérios. Veja a tabela com os critérios antes e depois da revisão das diretrizes:
|                    | Critérios culturais | Critérios culturais | Critérios culturais | Critérios culturais | Critérios culturais | Critérios culturais | Critérios naturais | Critérios naturais | Critérios naturais | Critérios naturais |
| ------------------ | ------------------- | ------------------- | ------------------- | ------------------- | ------------------- | ------------------- | ------------------ | ------------------ | ------------------ | ------------------ |
| Diretrizes de 2002 | C(i)                | C(ii)               | C(iii)              | C(iv)               | C(v)                | C(vi)               | N(i)               | N(ii)              | N(iii)             | N(iv)              |
| Diretrizes de 2005 | (i)                 | (ii)                | (iii)               | (iv)                | (v)                 | (vi)                | (viii)             | (ix)               | (vii)              | (x)                |

Para a inclusão de um sítio na lista do Patrimônio Mundial, ele deve atender a pelo menos um dos seguintes critérios:
| (i) –    | representar uma obra-prima do gênio criativo humano; ou |
| (ii) –   | mostrar um intercâmbio importante de valores humanos, durante um determinado tempo ou em uma área cultural do mundo, no desenvolvimento da arquitetura ou tecnologia, das artes monumentais, do planejamento urbano ou do desenho de paisagem; ou                |
| (iii) –  | mostrar um testemunho único, ou ao menos excepcional, de uma tradição cultural ou de uma civilização que está viva ou que tenha desaparecido; ou |
| (iv) –   | ser um exemplo de um tipo de edifício ou conjunto arquitetônico, tecnológico ou de paisagem, que ilustre significativos estágios da história humana; ou |
| (v) –    | ser um exemplo destacado de um estabelecimento humano tradicional ou do uso da terra, que seja representativo de uma cultura (ou várias), especialmente quando se torna(am) vulnerável(veis) sob o impacto de uma mudança irreversível; ou                       |
| (vi) –   | estar diretamente ou tangivelmente associado a eventos ou tradições vivas, com ideias ou crenças, com trabalhos artísticos e literários de destacada importância universal;                                                                                      |
| (vii) –  | conter fenômenos naturais excepcionais ou áreas de beleza natural e estética de excepcional importância; ou |
| (viii) – | ser um exemplo excepcional representativo de diferentes estágios da história da Terra, incluindo o registro da vida e dos processos geológicos no desenvolvimento das formas terrestres ou de elementos geomórficos ou fisiográficos importantes; ou             |
| (ix) –   | ser um exemplo excepcional que represente processos ecológicos e biológicos significativos da evolução e do desenvolvimento de ecossistemas terrestres, costeiros, marítimos ou aquáticos e comunidades de plantas ou animais; ou                                |
| (x) –    | conter os mais importantes e significativos habitats naturais para a conservação in situ da diversidade biológica, incluindo aqueles que contenham espécies ameaçadas que possuem um valor universal excepcional do ponto de vista da ciência ou da conservação. |